# Devenți
Devenți (în bulgară Девенци) este un sat în partea de nord a Bulgariei. Aparține de Obștina Cerven Breag, Regiunea Plevna. Aici a fost descoperit un zăcământ de gaze naturale cu rezerve estimate la 6,6 mld mc.

## Demografie
Componența etnică a satului Devenți
     Bulgari (96,02%)
     Nicio identificare (3,97%)
     Altele (0,76%)
La recensământul din 2011, populația satului Devenți era de 654 locuitori. Din punct de vedere etnic, majoritatea locuitorilor (96,02%) erau bulgari. Pentru 3,97% din locuitori nu este cunoscută apartenența etnică.